# Sinagoga di Hobart
La sinagoga di Hobart è una sinagoga catalogata tra i patrimoni storici e si trova in Australia, ad Hobart, Tasmania, al 59 di Argyle Street. La sinagoga, costruita nel 1845, è la più antica di tutta l'Australia ed è un raro esempio di stile di architettura neoegizia. La forma trapezoidale delle finestre e le colonne con capitelli a forma di foglia di loto sono caratteristici dello stile neoegizio. Attualmente la sinagoga di Hobart offre servizi regolari sia per ebrei ortodossi che per ebrei progressisti.
Il terreno su cui sorge la sinagoga faceva originariamente parte del giardino dell'ex detenuto Judah Solomon. Ha una capienza di 150 posti a sedere e sul retro dell'edificio dispone di panche dure per i detenuti ebrei che tempo fa vi venivano portati sotto scorta armata. La sinagoga è inserita nel registro del patrimonio culturale della Tasmania.

## Storia

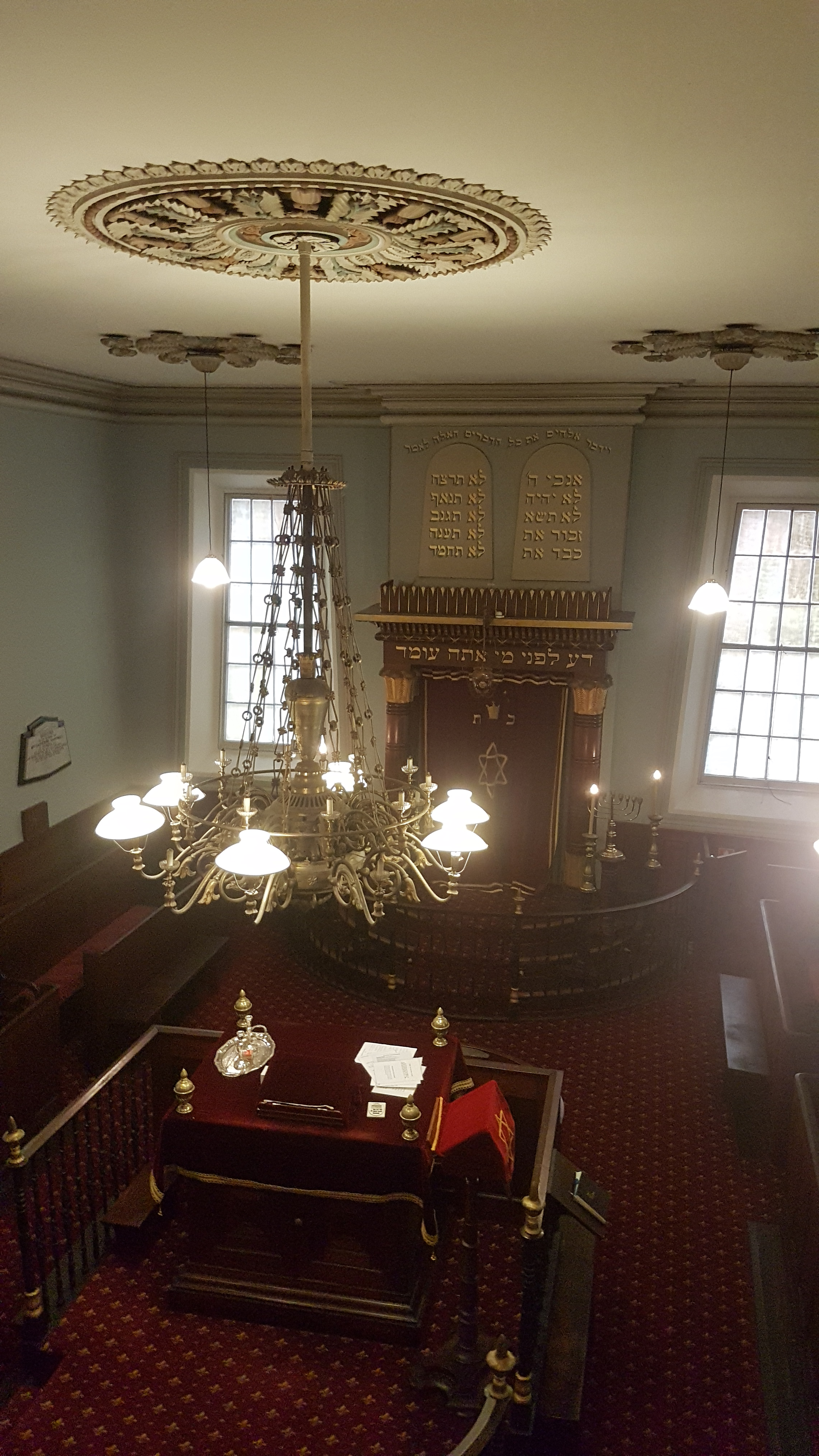
L'interno della sinagoga dal matroneo

La costruzione della sinagoga risale intorno al 1830, quando iniziò ad emergere una comunità ebraica ad Hobart. La sinagoga della congregazione ebraica di Hobart fu consacrata il 4 luglio 1845. L'edificio è stato progettato da James Thomson, architetto di Hobart ed ex detenuto scozzese graziato nel 1829.
Intorno al 1840 la comunità ebraica si era sviluppata ed era cresciuta a sufficienza da consentire la costruzione di sinagoghe a Hobart (1845) e Launceston (1846). Il primo officiante ebreo fu nominato nel 1846 ed ebbero inizio le funzioni religiose. Il censimento del 1848 registrò 435 ebrei in Tasmania, il numero più alto di ebrei mai registrato nello stato. I numeri iniziarono a diminuire quando alcuni coloni tornarono in Inghilterra e altri partirono per le colonie continentali e la Nuova Zelanda. La sinagoga di Launceston fu chiusa nel 1871, mentre la Congregazione Ebraica di Hobart continuò la sua vita comunitaria. Sebbene non vi fosse alcun ministro nei periodi 1873-1911 e 1922-1942, i servizi del sabato venivano comunque condotti dai membri. I rifugiati europei in arrivo dal 1938 ringiovanirono la comunità ebraica in Tasmania. Furono nominati alcuni ministri a partire dal 1943, ma già dal 1956 i membri dovettero nuovamente svolgere i servizi.

## Attuale utilizzo
La sinagoga è il nucleo della cultura ebraica a Hobart ed è l'unica struttura di proprietà della comunità.
La comunità accoglie tutti gli ebrei e attualmente celebra servizi liturgici sia per gli ortodossi che per i progressisti.
La comunità della Tasmania ha raggiunto il punto più basso nei primi anni '70, quando il censimento ha registrato meno di 100 ebrei a Hobart, ma il loro numero era risalito a 180 nel 2001. Il censimento del 2016 ha registrato 248 ebrei in Tasmania.